# ریما سارکیسیان
ریما آرتوری سارکیسیان (ارمنی: Ռիմա Արթուրի Սարկիսյան؛  ۹ اوت ۱۹۹۳) یک بازیگر اهل ارمنستان بود. وی از سال ۲۰۰۶ میلادی تا کنون فعالیت می‌کند.

## زندگی‌نامه
وی در ۹ اوت ۱۹۹۳ در سن پترزبورگ به دنیا آمد و از انستیتو دولتی هنرهای نمایشی روسیه فارغ‌التحصیل شد. 